# سواستیکا

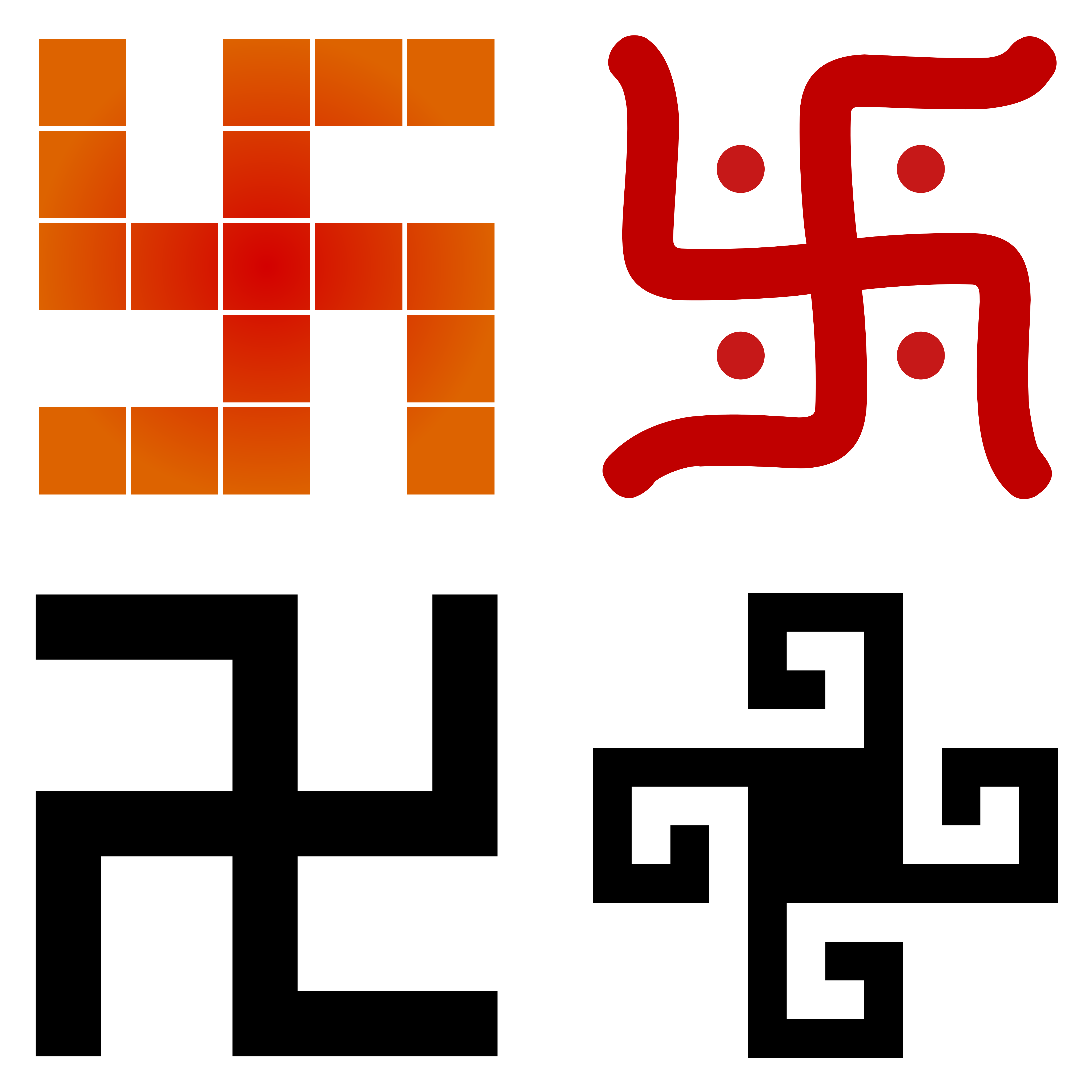
سواستیکا انواع بسیار گوناگونی دارد که در پهنه غرب اروپا تا شرق آسیا گسترده‌اند.

سواستیکا (به سانسکریت: स्वस्तिक) یا صلیب شکسته یا گردونه خورشید (گاهی به شکلِ 卐 و گاهی به شکلِ 卍) یک صلیب با شاخه‌های ۹۰ درجه به سمت راست یا چپ است که معمولاً با جهت افقی یا گوشه‌هایی با زاویه ۴۵ درجه است. در شکل هندی نقطه‌هایی در هر ربع آن قرار می‌دهند.
واژهٔ «صلیب» در عبارت «صلیب شکسته» اشاره به صلیب مسیحی ندارد که در صورت شکسته‌شدن شکل متفاوتی به‌دست می‌آید، منظور، صلیب ساده و اولیه (+ و x) است.
سواستیکا از واژهٔ سانسکریتِ "Suvastika" مشتق شده و به معنای «هستی نیک» است. صلیب شکسته نشان بسیاری از چیزها، از جمله خورشید در آئین مهرپرستی و خوش‌اقبالی، سمساره و برهما در آیین هندو است.
در فرهنگ هندواروپایی، این نشان بر روی اشیا یا مردم ایجاد می‌شد تا برای آنان شانس بیاورد. این نشان، هزاران سال متداول بوده است. امروزه این نشان معمولاً در آثار هنری هندی و معماری کنونی و باستانی هندو و نیز در خرابه‌های شهر تاریخی تروآ دیده می‌شود. در روزگار باستان، صلیب شکسته در بین یونانی‌ها، هیتی‌ها، سومری‌ها، سلت‌ها، ایرانی‌ها و حتی برخی قبائل سرخپوست آمریکای شمالی و آمریکای مرکزی (مانند نشان Naa Ukuryaa در میان بومیان Guna People) استفاده می‌شد.
در بین نقوش سفالینه‌های ۹ هزار ساله یان تپه و ۸ هزار ساله جیران تپه محوطه باستانی ازبکی در شهرستان نظرآباد استان البرز، نقش سواستیکا (Swastika) یا «صلیب شکسته» یا «گردونه خورشید» هم دیده می‌شود.
به علت استفاده حزب ناسیونال سوسیالیست کارگران آلمان از این نماد، سواستیکا در جهان غرب به عنوان نماد نازیسم شناخته می‌شود و پس از جنگ جهانی دوم و شکست آلمان نازی، وجهه بدی در غرب پیدا کرده است.

## نام
سواستیکا یک واژهٔ مرکبِ سانسکریت از دو پارِ «سو» (सु) به معنی «خوب، نیک» و «استی» (अस्ति) به معنی «اَست» می‌باشد.

## هندسه
صلیب شکسته‌ها علامتی با شاخه‌های ۹۰ درجه به سمت راست یا چپ است که معمولاً با جهت افقی یا گوشه‌هایی با زاویه ۴۵ درجه است. این چلیپا می‌تواند زاویه‌ای غیر ۹۰ درجه داشته باشد؛ علاوه بر آن جهت‌گیری آن (در جهت عقربه‌های ساعت / در خلاف جهت عقربه‌های ساعت) می‌تواند نشان دهندهٔ دو مفهوم کاملاً جدا از هم باشد.

## خاستگاه

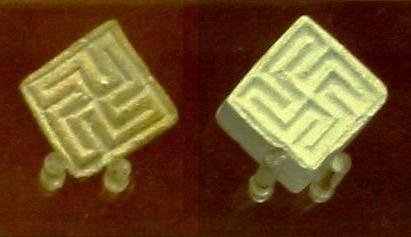
مهر چلیپای شکسته از تمدن دره سند در موزه بریتانیا

خاستگاه اولیه این علامت دقیقاً معلوم نیست اما قدیمی‌ترین سواستیکاهای کشف شده را می‌توان به‌صورت زیر معرفی کرد.
سواستیکایی در کشور کنونی اوکراین احتمالاً مربوط به ۱۰۰۰۰ سال پیش از میلاد مسیح پیدا شده که جزئی از صنایع دستی مذهبی بوده است و در شهر «مِزین» اوکراین پیدا شده است. این نماد در تاریخ کهن اروپا و همچنین آثار کشف شده از فرهنگ‌هایی همانند هند و اروپایی، ایرانی، هیتی‌ها، سلت‌ها، یونانی‌ها و حتی تمدن‌های سامی بین‌النهرین به چشم می‌خورد که همانند نمونه اوکراین هستند. نمونه‌هایی مربوط به ۶۰۰۰ سال پیش از میلاد مسیح در کشور بلغارستان و همچنین ۳۰۰۰ سال پیش از میلاد مسیح در کشور هندوستان یافت شده است. سپس به چین و ماچین نیز راه یافت. نمونه‌های دیگری از سواستیکا مربوط به تعدادی کاسهٔ سفالی یافت شده در شهر سامرا مربوط به تمدن سومر در ۵۰۰۰ سال پیش از میلاد نیز دیده شده است. در اوایل عصر برنز نشانه‌هایی از آن در سفال‌هایی در روسیه پیدا شده است.
این نماد با مهاجرت هندوایرانی‌ها به مناطق مختلف از جمله به اطراف دریای کاسپین و آسیای میانه، ایران و هند راه یافت. سپس سواستیکا به آشور، مصر، خاقانات شرقی ترک نشین و بسیاری دیگر نیز با روش‌های مختلف راه یافت.

## چرخ گردون در ایران

دیواره سنگی لاخ مزار در بیرجند

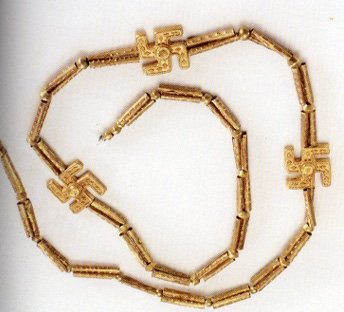
گردنبند ایرانی «گردونه میترا» که در کلورز گیلان پیدا شده اما مشهور به گردنبند تپه مارلیک است و دارای قدمت حدود یک هزار سال پیش از میلاد است، موزه ملی ایران

کاربرد سواستیکا یا چرخ گردون در ایران سابقه طولانی دارد اشیای زیادی از ایران با نشانه صلیب و صلیب شکسته وجود دارد. این نماد در دوره‌های حاکمیت مزدایی نیز در ایران ادامه داشته است. در چند ناحیه ایران از جمله در کردستان و گیلان و خراسان بر دیوارهای سنگی کوه‌های کنده شده سواستیکا یا چرخ گردون وجود دارد که قدمت آن را بیش از ۷ هزار سال برآورد کرده‌اند. یکی از این دیوارنگاره‌ها در خراشاد بیرجند در دیواره کوه سنگ‌نگاره لاخ مزار است. حداقل یکی از سواستیکاهای آن سالم مانده است. بر این دیواره شکلهای متعددی کشیده شده که بعضی از آنها در اثر ترسیم‌های بعدی یا عمدی تخریب شده است. این نقوش و صدها عتیقه کشف شده در جغرافیای ایران که بر آن چرخ گردون نقش شده نشان می‌دهد که چرخ گردون نمادی که آیکون خورشید و مظهر چرخه زندگی و خوش شانسی است در ایران کاربرد بسیار کهنی دارد. حتی در خراسان در دوره اسلامی در برخی مناطق ایران و جنوب خراسان بر بازوان کودکان علامتی شبیه به سواستیکا از چوب تاگوک یا داغدان می‌بسته‌اند که برای چشم‌زخم و سلامتی عنوان می‌شده است. خط این مجموعه باخط سنگ نگاره‌های کال‌جنگال همسان می‌نماید.

### هنر و معماری ایران
چلیپا یا گردونه مهر از قدیم‌ترین اشکال نمادین، با کاربرد گسترده در هنر و معماری به خصوص دوره اسلامی است. چلیپا در زبان‌های سامی از جمله سریانی، به‌صورت صلیبا آمده و به شکل صلیب وارد زبان عربی شده است. این اصطلاح برای دو شکل به‌کار می‌رود. یکی به صورت دو خط متقاطع، که نماد درخت زندگی، صورت مثالی انسان، چهار جهت اصلی، برکت، خوشبختی، پیوند زن و مرد، زایش و باروری و دارای ارزش دینی، عاطفی و درمانی بوده و در مسیحیت نمودار وجوه گوناگون انوار الهی است. دیگری صلیب شکسته، به شکل بعلاوه‌ای که انتهای هر دو بازوی آن به زاویه قائمه در یک جهت شکسته می‌شود، که نماد حرکت چرخشی جهان، خورشیدگردان و ارابه خورشید است. این نماد در آثار بازمانده از تمدن درّهٔ سند پیش از ورود آریاییها دیده شده است و برای آریایی‌های هند و پیروان آیینِ جاینی، مقدّس و نماد ویشنو (یکی از خدایان آیین هندو) بوده، در چین مظهر یانگ و یین (نماد مذکر و مؤنث) و در روم مظهر برخی خدایان به‌شمار می‌آمده است.
در آثار بازمانده از هزاره پنجم پیش از میلاد تا دوره ساسانیان، نقش چلیپا و صلیب شکسته پیوسته مورد توجه بوده و بر روی آثار سفالین، زینت‌آلات، پارچه، ظروف، مُهر و گچ‌بری‌های کاخها در مناطق باستانی ایران، چون صخره‌های لاخ‌مزار، شوش، تپه‌سِیلک، تل بَکون، تپه‌حصار، و شهر سوخته مشاهده می‌شود. گونه‌ای از چلیپا نیز در الفبای فینیقی وجود دارد که احتمالاً حرف t زبان‌های اروپایی از آن گرفته شده است.
چلیپا، به صورت کامل و شکسته، در دوره اسلامی نشانه مقامِ وحدت و مظهر چهار جهت اصلی و فرشتگانِ ناظر بر چهار فصل، نماد روح و حیات مجدد (کاربرد آن را در آرامگاه‌ها از این جهت دانسته‌اند) به‌شمار می‌آید. چلیپا در ادبیات و عرفان جلوه‌ای از عالم طبیعت و صفات جلال است. با آنکه بنابر روایتی پیامبر اسلام استفاده از نقش چلیپا به صورت صلیب بر روی لباس و پرده را منع کرد، احتمالاً سادگی این نقش سبب کاربرد زیاد آن در انواع هنرهای دوره اسلامی شده است. از چلیپا، علاوه بر کاربرد مستقل، برای نوشتن نام‌های بزرگان دین، نگاره‌های پیچیده، گل و بته‌ها و شاخ و برگ‌ها استفاده شده و ترکیب چلیپا با نقش جانوران، به صورت چرخشی، در تزیین اشیای فلزی و سرامیک به‌کار رفته است.
گزارش شده در ذخیره طرح‌های بخش‌هایی از منسوجات پارتی یافت شده در ناحیه گرمی در آذربایجان شرقی، موتیف‌های سواستیکا یافت شده است. این نماد در دوره هخامنشی بین هند و ایران منتقل شده است.
در یکی از مُهرهای عصر مس یافت شده در شوش، که دارای حیوانی از گاوسانان است دور آن با سواستیکا پوشانده است.
در پاوین سلطنتی قلعه یزدگرد مربوط به دوره پارتی، طرحهای سواستیکا و ویره وجود دارد. در دورهٔ ساسانی، در مجموعه عظیم سازه‌های بیشاپور، طاقچه‌هایی با طرح‌های سواستیکا تزیین شده است.
این نقش به صورت ساده و شکسته در گچ‌بری‌های مسجد جامع نائین، احتمالاً از دوره سامانیان، دیده می‌شود. همچنین صلیب شکسته از نقش‌های مقدّماتی آجرچینی دوره سلجوقیان به‌شمار می‌آید. عناصر صلیبی شکل در بسیاری از بناهای دوره سلجوقی به‌کار رفته است، از جمله مسجد جامع اصفهان و برج‌های خرقان، و همچنین بقعه پیر تاکستان، دروازه مهریز یزد و رباط شرف در حوالی مشهد، مقبره‌ای در اوزکندِ خوارزم و آرامگاه یوسف‌بن قُصَیر در نخجوان. کاشی‌های صلیبی شکل زیبایی از دوره ایلخانی در موزه بریتانیا نگهداری می‌شود که در پوشش بناهای این دوره به‌کار می‌رفته است. در تزیینات داخلی امامزاده خواجه عمادالدین و گچ‌بری‌های چند رنگِ امامزاده علی‌بن جعفر در قم، نقش صلیب ساده به‌چشم می‌خورد. مسجد کبود تبریز از سده نهم و از آثار جهان شاه قره‌قوینلو دارای نقش‌های بی‌نظیر صلیب مانند است. مدرسه الغ‌بیگ در سمرقند، امامزاده زید در تهران و گنبدِ سبز در نزدیکی آرامگاه جامی، دربردارنده شکل چلیپا از دوره تیموری‌اند. از دوره‌های ایلخانی و تیموری، نقش چلیپا به شکل اللّه، محمد و علی بر روی گچ‌بریها و کاشیها وجود دارد، لیکن رونق کاربرد این نقش در دوره صفویه به اوج خود رسید، چنان‌که مناره‌های مقبرهٔ شاه نعمت‌اللّه‌ولی در ماهانِ کرمان، سراسر با نقش چلیپا تزیین شده است. این نقش در بسیاری از تزیینات آرامگاه شیخ صفی‌الدین اردبیلی نیز به‌کار رفته است. مسجدِ امام و مدرسه چهارباغ از نمونه‌های دربردارنده این تزیینات است.
در دورهٔ صفویه، نقش چلیپا در کاشی‌کاری به‌شکل نوعی نقش پیلی، معروف‌به کلید، مرسوم شد. مدرسه سردار قزوین از دوره قاجاریه، نمونه به‌کارگیری این نقش کاشی‌کاری است که امروزه نیز در تزیینات بناها به کار می‌رود. چلیپا فقط در تزیینات بناها به کار نمی‌رود، چنان‌که علاوه بر کاربرد تزیینی، گاه نقشهٔ اصلی بناهایی چون مساجد و دیگر بناهای چهار ایوانی، به‌صورت چلیپاست، مانند مسجد کبود تبریز و چینیلی کوشک در استانبول.
در ظروف سفالی، چلیپا به عنوان نقشِ پایه، در ترکیب با بسیاری نقوشِ دیگر به‌کار گرفته است و در دوره‌های گوناگون، به خصوص از دوره عباسیان به بعد، در همه سرزمین‌های اسلامی، از جمله در ایران و مصر و ترکیه، دیده می‌شود. امروزه چلیپا در خرمهره‌های سفالی، که برای دفع چشم زخم باجنبه تزیینی و سنّتی ساخته می‌شود، نیز به کار می‌رود.
در تزیینات برخی اشیای فلزی باقی‌مانده از سده هشتم تا دهم، همچون طَبَق و مشربه و شمعدان و دوات، نقش چلیپا به صورت ساده و شکسته دیده می‌شود. در سوزنی‌های ایل بختیاری و قالیچه‌های سرکوه داراب، نیز نقش چلیپا وجود دارد و گاه در این بافته‌ها، چشمان پرنده، نگاره‌ای صلیبی است و گاه مانند گلیم‌های بختیاری، حاشیه‌ها به صورت چلیپا بافته می‌شود. چلیپا، برای دفع چشم زخم، در بافته‌های گلیمی و بر روی خیمهٔ زن تازه‌زا نیز نقش می‌شده است.

### آیین مهر
در آیین مهر این نشان را گردونه مهر می‌نامند. (کتاب سرزمین هند- علی اصغر حکمت) برخی می‌پندارند چهار پره آن آمیزش چهار عنصر اصلی آب، باد، خاک، آتش را می‌رساند. برخی دیگر آن را ساده شدهٔ شکل خورشید و درخشش پرتوهای آن می‌دانند.

## استفاده تاریخی در جهان
نمونه‌هایی از سواستیکا در چین، ژاپن، مغولستان، مدیترانه کهن، در میان سرخپوستان آمریکایی، و همچنین در جزایر بریتانیا، پیدا شده است.

### یونان
در یونان باستان طراحی لباس‌ها، سکه‌ها و ساختمان‌ها انباشته از صلیب شکسته به شکل تنها یا بهم پیوسته است.

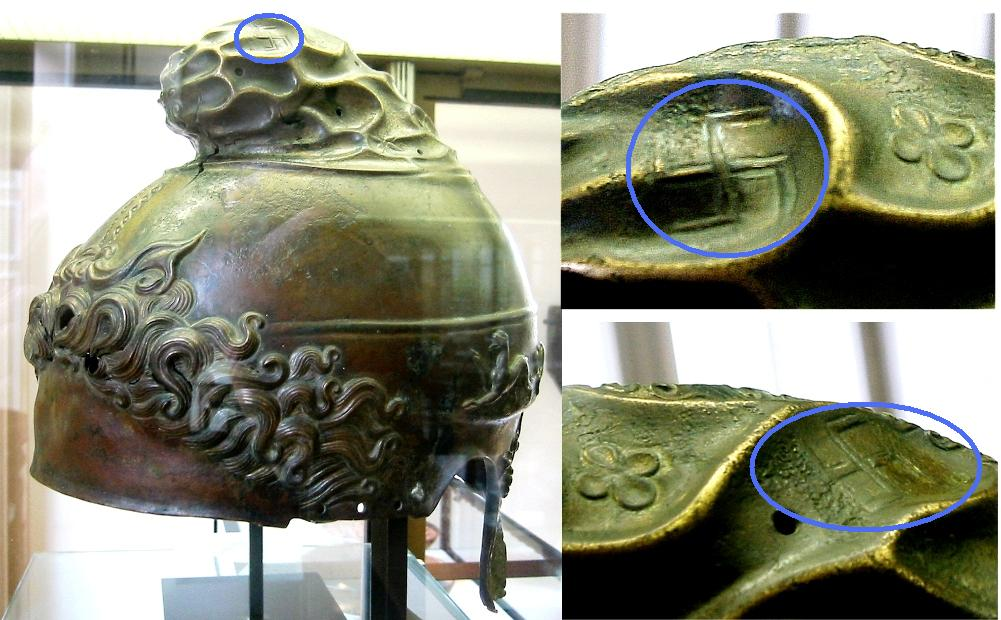
کلاهخود یونانی که علامت چلبپای شکسته در بالای آن نقش بسته است. مربوط به ۳۲۵ تا ۳۵۰ سال پیش از میلاد مسیح
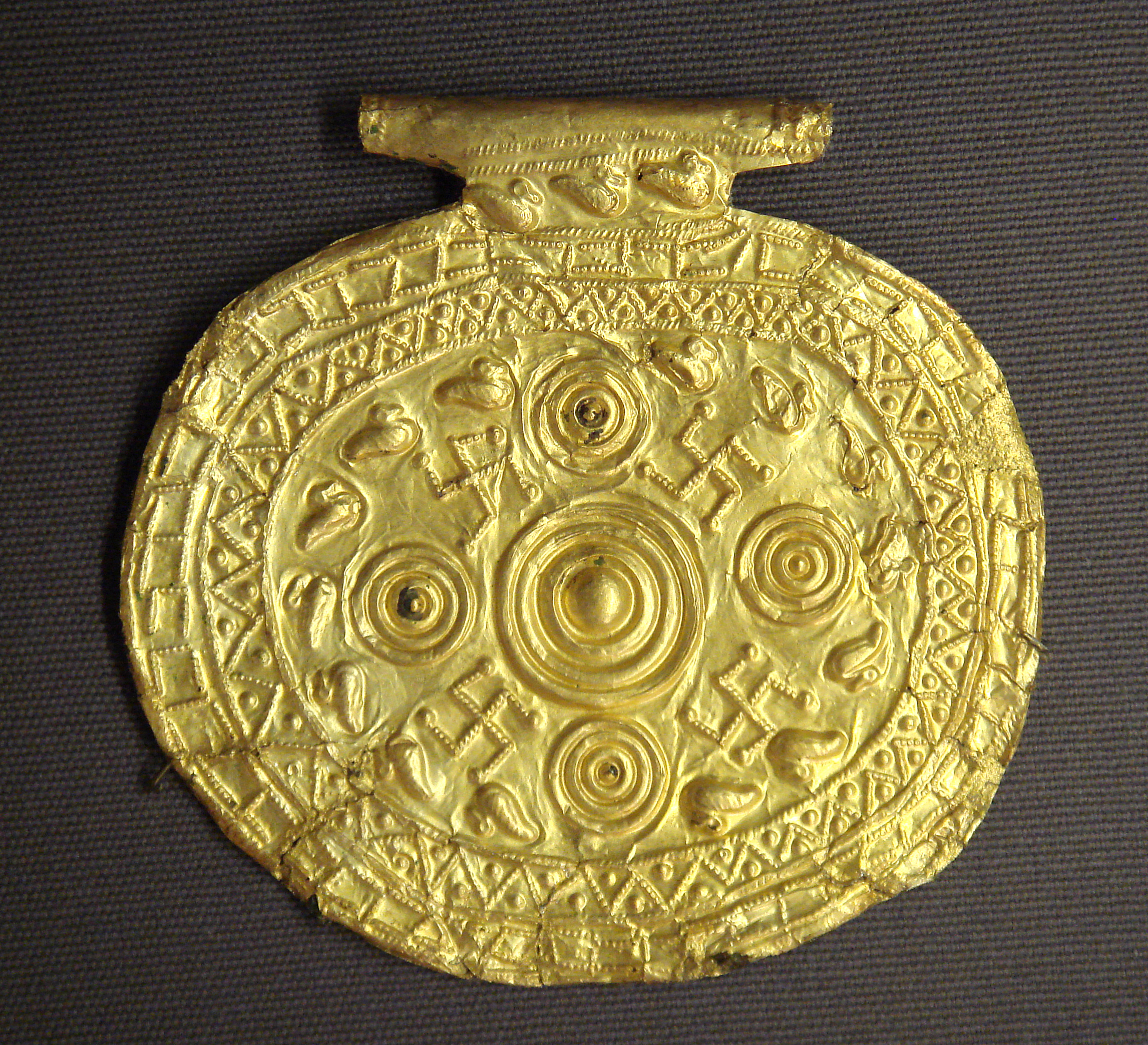
آثار باستانی منقش به صلیب شکسته در یونان باستان
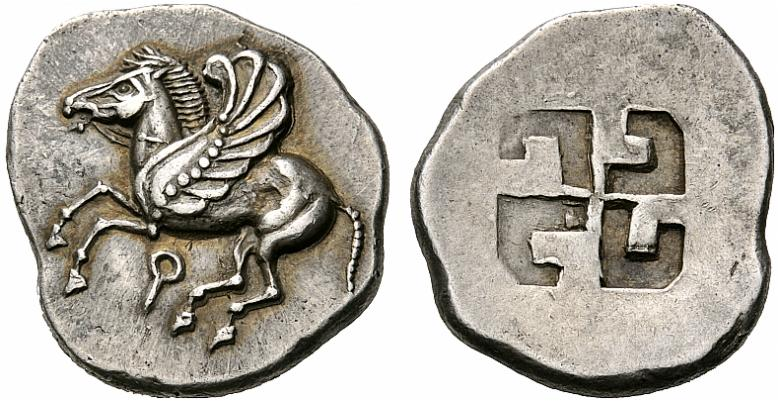
سکه منقش به صلیب شکسته در یونان باستان
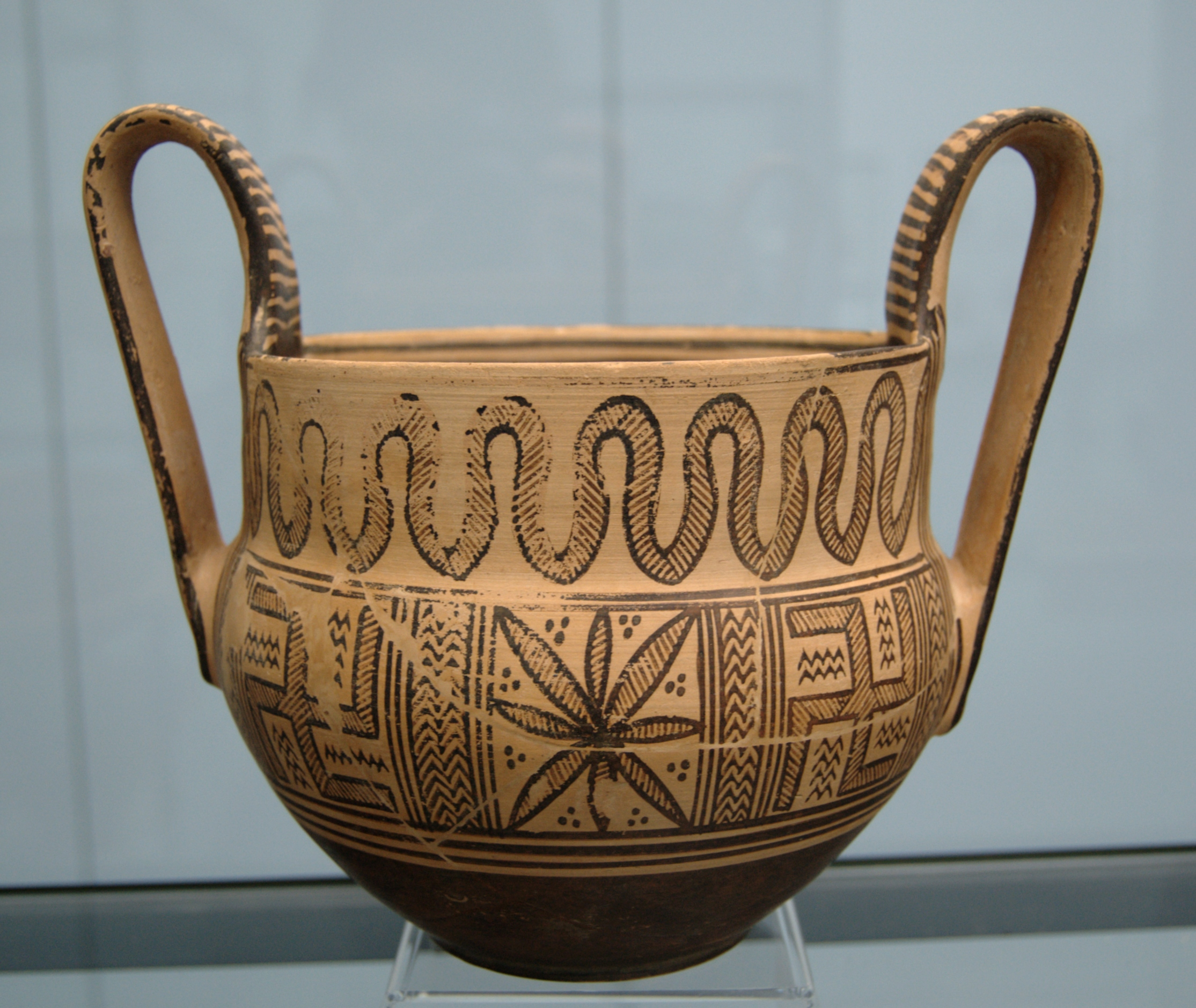
آثار باستانی منقش به صلیب شکسته در یونان باستان

### آمریکای شمالی
صلیب شکسته یک نماد عمومی برای خوش شانسی یا یک نماد مذهبی و معنوی در آمریکا پیش از استفاده آن توسط حزب نازی آلمان بود. این نماد در بسیاری از ساختمان‌های تاریخی موجود باقی مانده است. در سال ۲۰۰۷ نیروی دریایی آمریکا حاضر شد ۶۰۰ هزار دلار را برای استتار یک سربازخانه در نزدیکی سن دیگو که از بالا شبیه یک صلیب شکسته به نظر می‌رسید بپردازد.

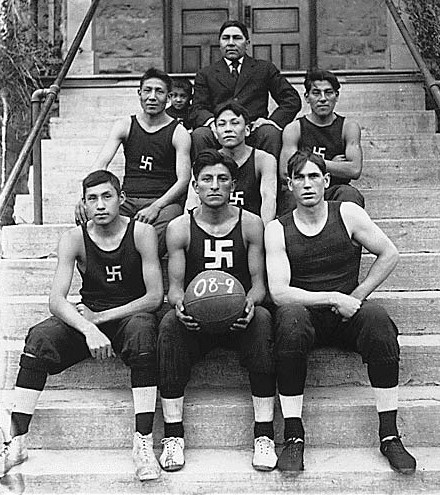
یک تیم بسکتبال آمریکایی متشکل از بومیان آمریکا در سال ۱۹۰۹
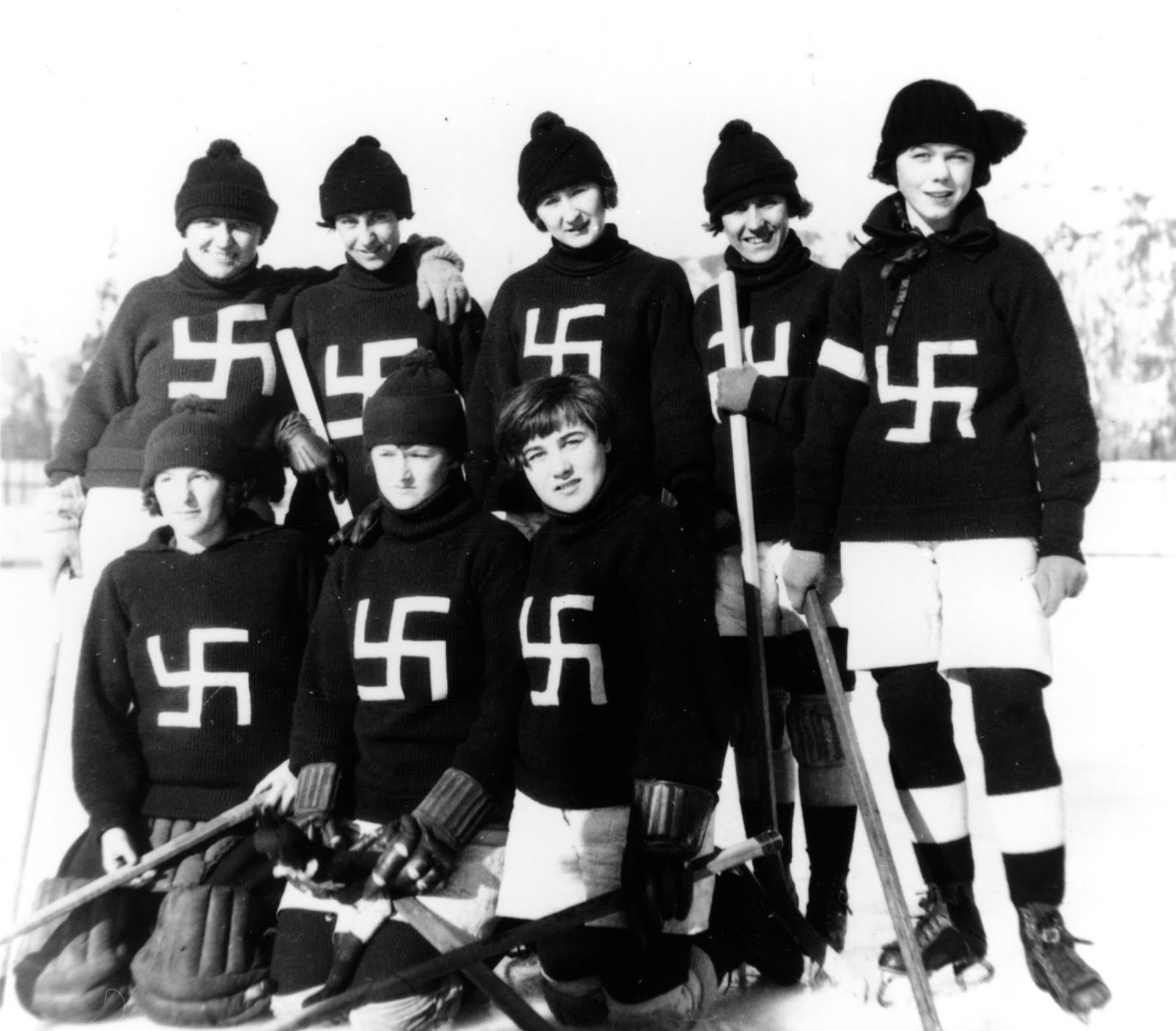
یک تیم هاکی کانادایی در سال ۱۹۲۲
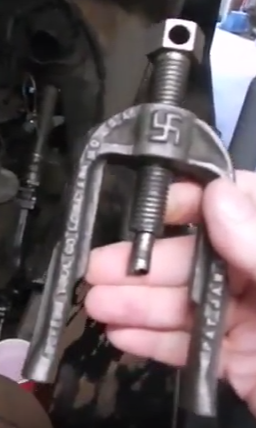
ابزاری قدیمی در لوئیزیانا پیش از جنگ جهانی دوم

### بریتانیا
یکی از نخستین نمونه‌های سواستیکا در منتهی‌الیه ایلکلی مور در وست یورک‌شایر (یورکشایر غربی) قرار دارد. تصور می‌شود این حکاکی در اوایل عصر برنز، یعنی حدود ۲۰۰۰ سال پیش از میلاد مسیح انجام شده باشد. این طرح که تا حد زیادی دچار فرسایش شده، شامل یک سواستیکای شیاردار و چند تخلخل مدور است. این حکاکی احتمالاً محتوایی مذهبی دارد و اختراع دوره ملکه ویکتوریاست.
انگلستان مملو از سواستیکاست. بسیاری از این نقش‌ها از سده هجدهم به بعد و در نتیجه استعمار هند به بریتانیا آمده‌اند. در بسیاری ساختمان‌ها در بریتانیا این نقش بکار رفته است و تا امروز پابرجاست:
1. ساختمان آکادمی سلطنتی هنرها در برلینگتون هاوس
2. ساختمان وزارت خارجه بریتانیا در خیابان کینگ چارلز لندن
3. ساختمان شورای شهر اسکس
4. لوح‌های نصب شده در بیرون «ایندیا هاوس»، مقر کمیساریای عالی هند در مرکز لندن
5. زمینه سنتوری کلیسای سنت اندروز در نزدیکی گریت درنفورد در ویلت‌شایر
6. کف زمین شعبه بانک نت‌وست در خیابان داربی شهر بولتون
7. کف زمین پینتد هال در کالج نظامی اولد رویال نیوال در گرینیچ
8. کف زمین در ورودی ایستگاه متروی آپ‌مینستر بریج در هورن‌چرچ در شرق لندن

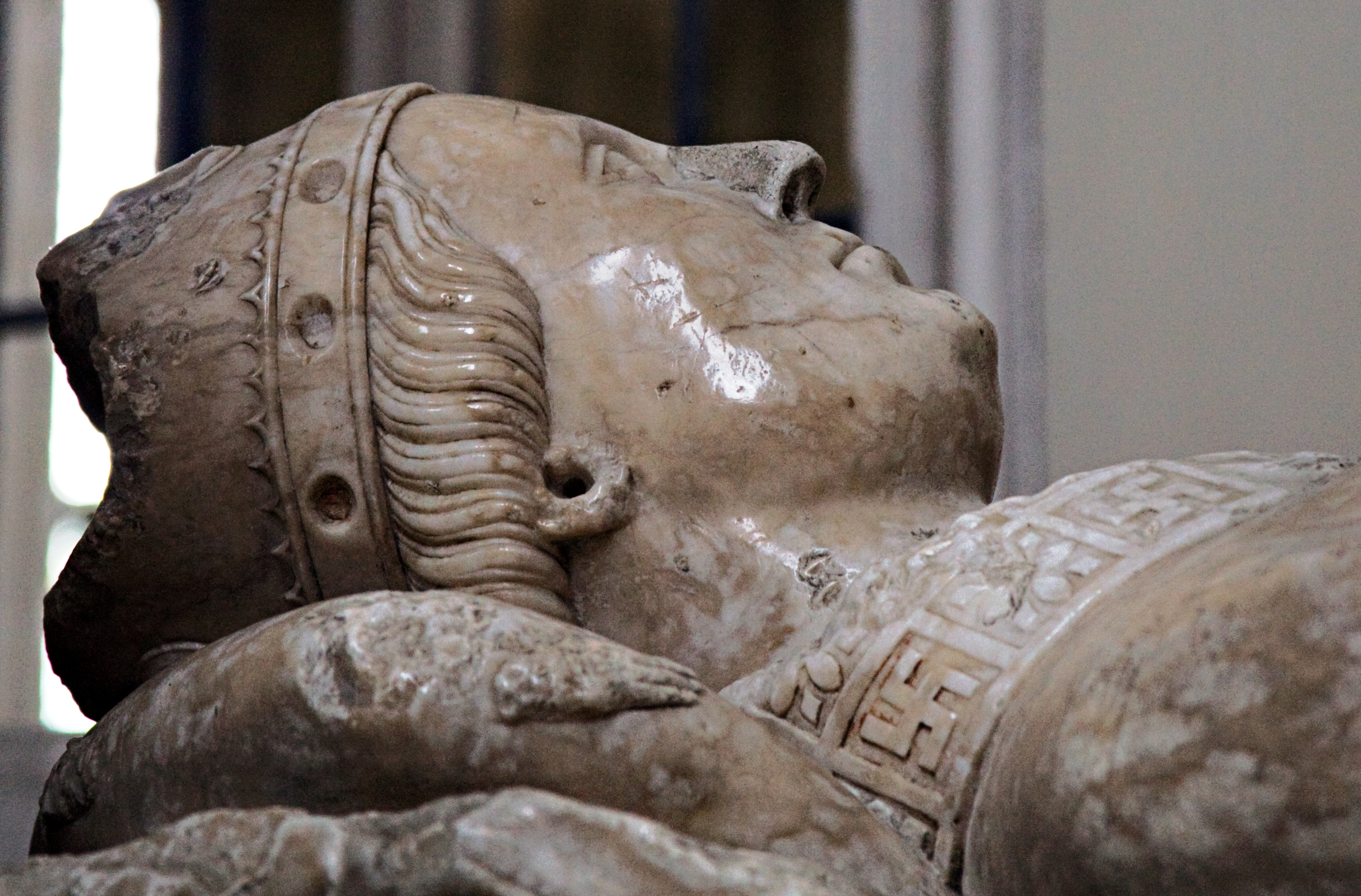
تمثال ویلیام ادینگتون در کلیسای جامع وینچستر
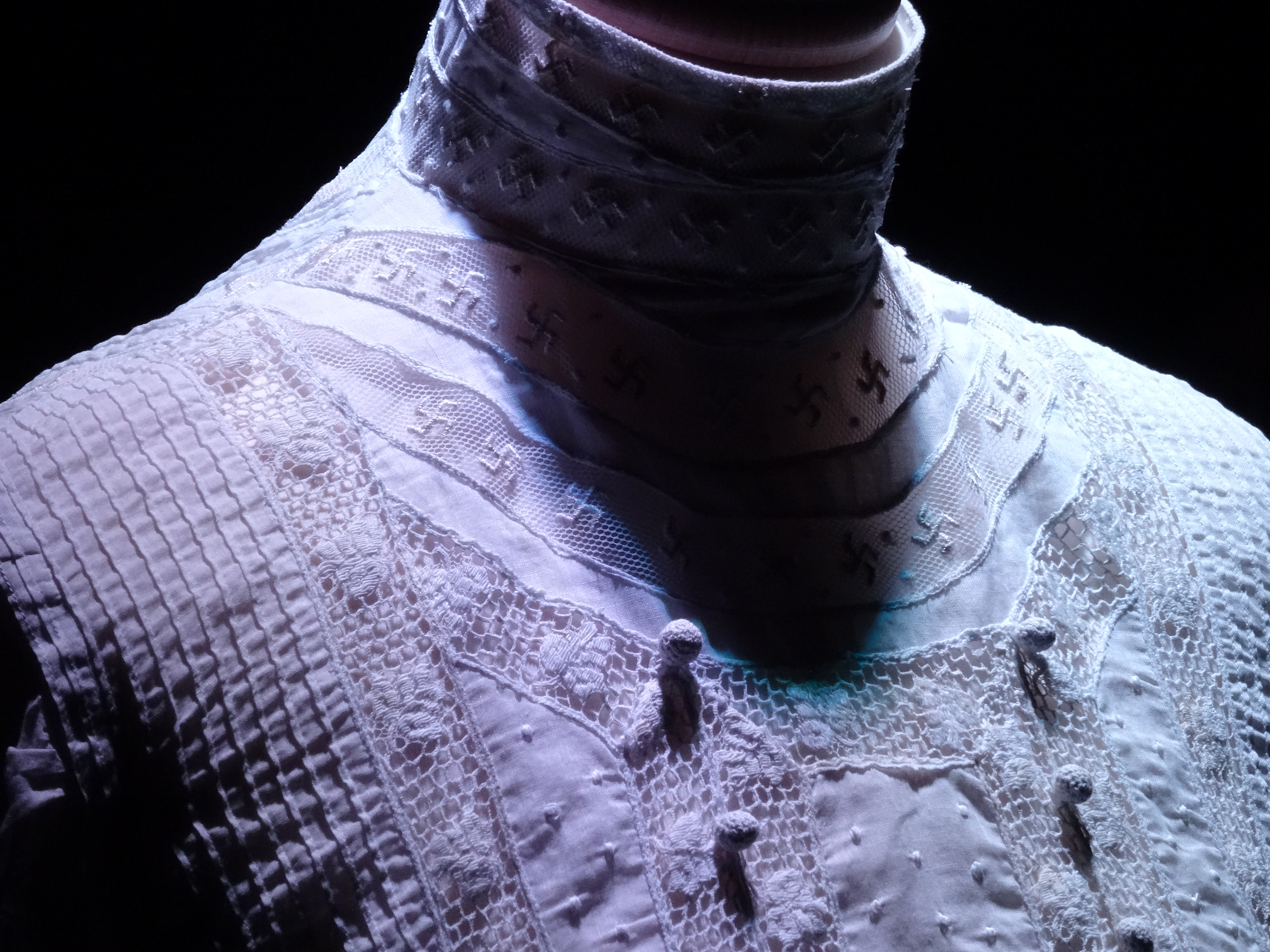
نشان صلیب شکسته در یک لباس، بریتانیا ۱۹۱۰
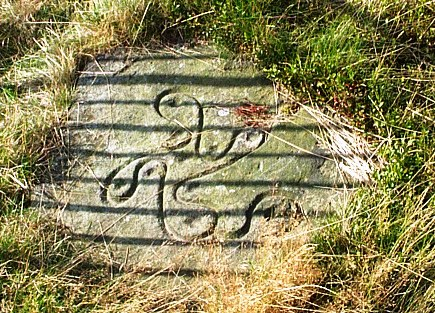
آثار باستانی منقش به صلیب شکسته متعلق به عصر برنز در انگلیس

### حزب ناسیونال سوسیالیست آلمان

نماد حزب ناسیونال سوسیالیست کارگران آلمان

پرچم آلمان در دوران حکومت حزب نازی

به دنبال ردپای استفاده غرب از نشان صلیب شکسته در سده۲۰، حزب نازی آلمان در سال۱۹۲۰ میلادی این نشان را نمادی برای خود قرارداد. این نشان در پرچمها، مدالها و بازوبندهای این حزب مورد استفاده وسیع قرار گرفت. همچنین قابل ذکر است که پیش از آنکه حزب نازی این نشان را برای خود برگزیند، حزب ملی سوسیالیست کارگران آلمان از این نشان به‌طور غیررسمی برای معرفی خود کمک گرفتند. بسیاری معتقدند که وجه تفاوت صلیب هندو با سواستیکای نازی در این است که دومی ۴۵ درجه چرخانده شده است. سواستیکای نازی معمولاً برای نشان دادن تحرک و پویایی، مورب بود.
آدولف هیتلر در کتابش با عنوان نبرد من در مورد این نشان می‌نویسد:
خود من در این رابطه (انتخاب نماد حزب نازی) بعد از تلاشهای فراوان به یک ساختار کلی دست پیدا کردم، یک پرچم با پس زمینه قرمز، یک صفحهٔ مدور سفید و یک صلیب شکسته سیاه در میان آن. بعد از انجام آزمون و خطاهای بسیار من به یک نسبت معین میان اندازه سطح پرچم و صفحه مدور سفید و همچنین شکل و ضخامت صلیب شکسته پیدا کردم.
در زمانی که هیتلر برای حزب مطبوعش پرچمی را خلق می‌کرد، او به دنبال راهی برای آمیختن نشان صلیب شکسته با رنگهایی بود که گویای گذشته با شکوه ملت آلمان بود. استفاده از این رنگها که در میان مردم آلمان از حرمتی خاص برخوردار بود؛ می‌توانست بیعت هیتلر را با ارزش‌های گذشته به مردم آلمان نشان دهد. (قرمز، سفید و سیاه رنگ‌های پرچم امپراطوری آلمان در گذشته را تشکیل می‌دادند).
وی همچنین اظهار داشت:
ما به عنوان شهروندانی سوسیالیست، دستور کارمان را در پرچممان می‌بینیم. در مصداق اجتماعی بودن جنبشمان، در سفیدش مصداق مشروعیت داشتن جنبش و در سواستیکا قرمز آن رسالتی را که بر گردن ماست و همانا تنازع برای پیروزی مردمان آریایی است مشاهده می‌کنیم.
صلیب شکسته همچنین به عنوان «نماد خلاقیت-زندگی فعال»(به آلمانی: das Symbol des schaffenden, wirkenden Lebens) و همچنین به عنوان نشان «طرفداران آلمان‌گرایی» (به آلمانی: Rasseabzeichen des Germanentums) شناخته می‌شد.
استفاده از نشان صلیب شکسته نشات گرفته از فرضیات نظریه پردازان نازی بود. فرضیاتی که آن‌ها از فرهنگ آریایی فراموش شده مردم آلمان داشتند. بنابر نسخه اسکاندیناویایی مقاله نظریه استیلای نژاد آریایی، نازیها مدعی هستند که آریایی‌های اولیه هندوستان که از معتقدان به کتاب ودا(به انگلیسی: Veda) بودند، نخستین کسانی بودند که صلیب شکسته را به عنوان یک سنت ملی پذیرفتند. ایشان همچنین پیشگام در میان سلطه جویان سفیدپوست بودند.
همچنین نظریه قوی وجود دارد که بیان می‌کند پیدایش نظام طبقاتی هندوستان، سرچشمه گیرنده از روش‌هایی بوده که هندوها برای جلوگیری از اختلاط نژادی به کار می‌بستند.
استفاده از صلیب شکسته به عنوان نماد نژاد آریایی برای اولین بار توسط امیلی بورنوف مطرح شد. در تاریخ ۱۴ مارس ۱۹۳۳ میلادی، مدت کوتاهی پس از انتخاب هیتلر به عنوان صدر اعظم آلمان، پرچم حزب نازی در کنار دیگر رنگ‌های ملی آلمانها برافراشته شد. در تاریخ ۱۵ سپتامبر ۱۹۳۵ میلادی، این پرچم به عنوان یگانه پرچم ملی آلمان شناخته شد. نشان صلیب شکسته به عنوان مشخصه در همه پرچم‌های آلمان نازی خودنمایی می‌کرد، بالاخص برای دولت و تشکیلات ارتش آلمان.

## پس از جنگ جهانی دوم

### تاجیکستان
در سال ۲۰۰۵ مقامات تاجیکستان همه را به استفادهٔ گسترده از چلیپای شکسته به عنوان یک نماد ملی فراخواندند. رئیس‌جمهور امامعلی رحمان چلبپای شکسته را یک نشان آریایی و سال ۲۰۰۶ را «سال فرهنگ آریایی» که می‌تواند زمانی باشد، برای مطالعه و مردمی ساختن خدمات آریایی به تاریخ تمدن جهان و بر پا داشتن یک نسل نوین (از تاجیکها) با یک روح اتکای به خود ملی، و توسعه پیوندهای عمیقتر با دیگر نژادها و فرهنگها، اعلام کرد.

### فنلاند

پرچم استاندارد ریاست جمهوری فنلاند شامل یک صلیب آزادی و یک صلیب شکسته است.

پرچم آکادمی نیروی هوایی فنلاند

فنلاند شاید یک مورد مشخص استثناء در بین کشورهای غربی باشد که به‌طور عمومی گرایش به استفاده از صلیب شکسته دارد. نخستین‌بار آکسلی گالن-کاللا، نقاش فنلاندی از این نماد در نقاشی‌های خود استفاده کرد. نیروی هوایی فنلاند نماد سواستیکا را پس از سال ۱۹۱۸ که اریک ون روزن یک هواپیما را که با نماد سواستیکا مزین شده بود را به عنوان علامت خوش‌اقبالی از سوئد به ارتش سفید فنلاند داد پذیرفته است. یک نسخه کوچک آن هم در تانک‌های فنلاندی و نیروی زرهی آن به عنوان نماد ملی استفاده می‌شود. از ۱ ژوئیه ۲۰۲۰ نیروی هوایی فنلاند بی سر و صدا نماد صلیب شکسته را حذف کرد.

### آلمان
استفاده از نشان‌ها و پرچم‌های مربوط به حزب نازی و حزب‌های دیگری که فعالیت آن‌ها ممنوع شده است (نهادهایی که در برابر قانون اساسی آلمان قرار گرفته‌اند)، در آلمان جرم تلقی می‌شود. این کار ممکن است منجر به حداکثر ۳ سال زندان یا پرداخت جریمهٔ نقدی شود.

### لهستان
در لهستان نشان دادن عمومی علامت نازی‌های آلمان شامل صلیب شکسته یک جرم کیفری با ۲ سال زندانی است.

### برزیل
در برزیل استفاده از صلیب شکسته یا هر چیزی دیگری که اشاره به نازی‌های آلمان داشته باشد و همچنین تولید و پخش این نماد و پخش برنامه رادیویی از آن‌ها از سال ۱۹۸۹ یک جرم است و در بهترین حالت از ۲ تا ۵ سال زندانی دارد.

## نگارخانه

نماد هندوئیسم
نماد جِینیسم
نماد نیروی هوایی لتونی از ۱۹۲۶ تا ۱۹۴۰
نماد حزب نازی
سواستیکا به سبک حزب نازی
سواستیکای مدور
سواستیکای پادساعت‌گرد
نماد خاندان هاچیسوکا
سواستیکای باسکی معروف به لابورو
سواستیکای انگلیسی معروف به Fylfot
لهستان
یونان
سواستیکای بودایی در مالزی
نماد خورشید نزد باشقیرها
سواستیکای اسلاوی
سواستیکای اسلاوی
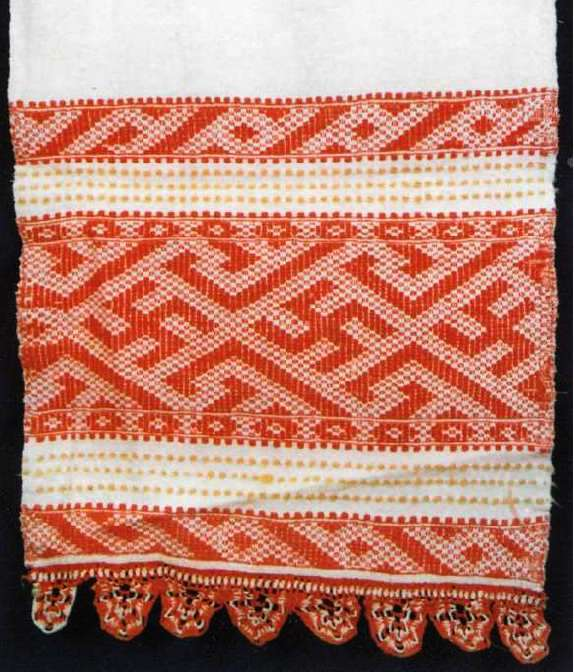
روسیه
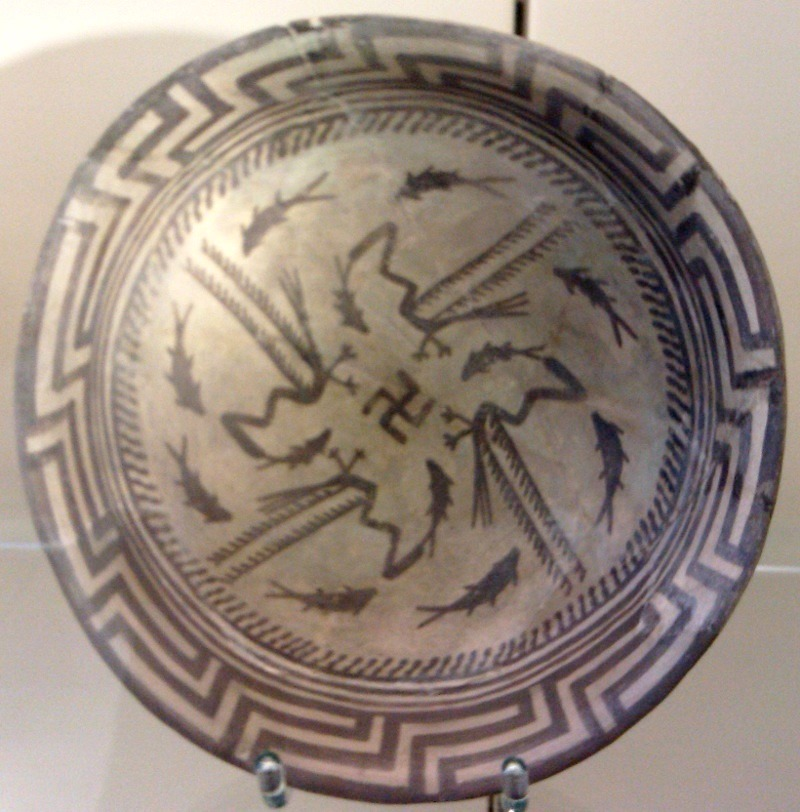
ظرفی منقش به سواستیکا مربوط به ۴۰۰۰ سال پیش از میلاد، کشف شده در سامرا
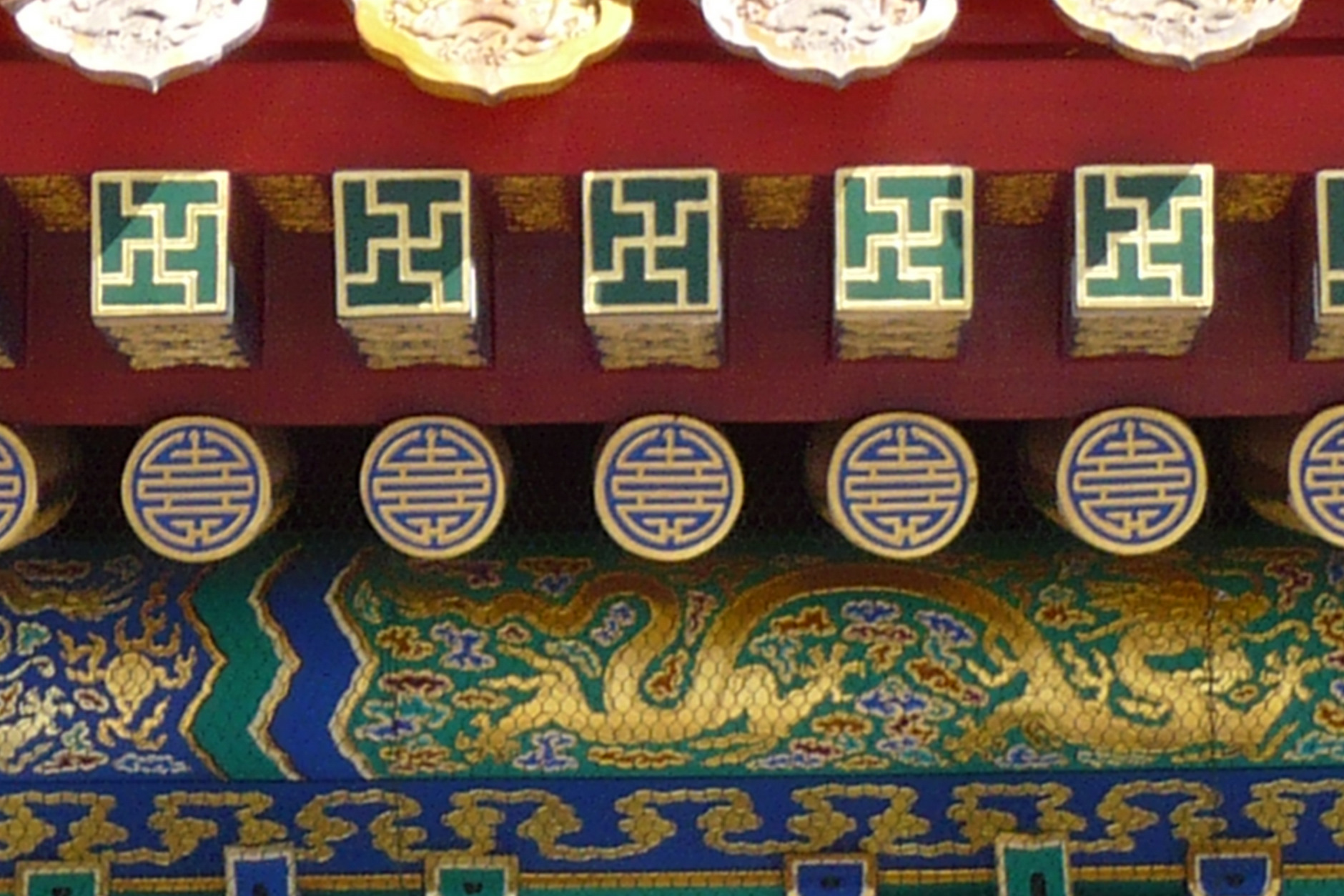
شهر ممنوعه در چین
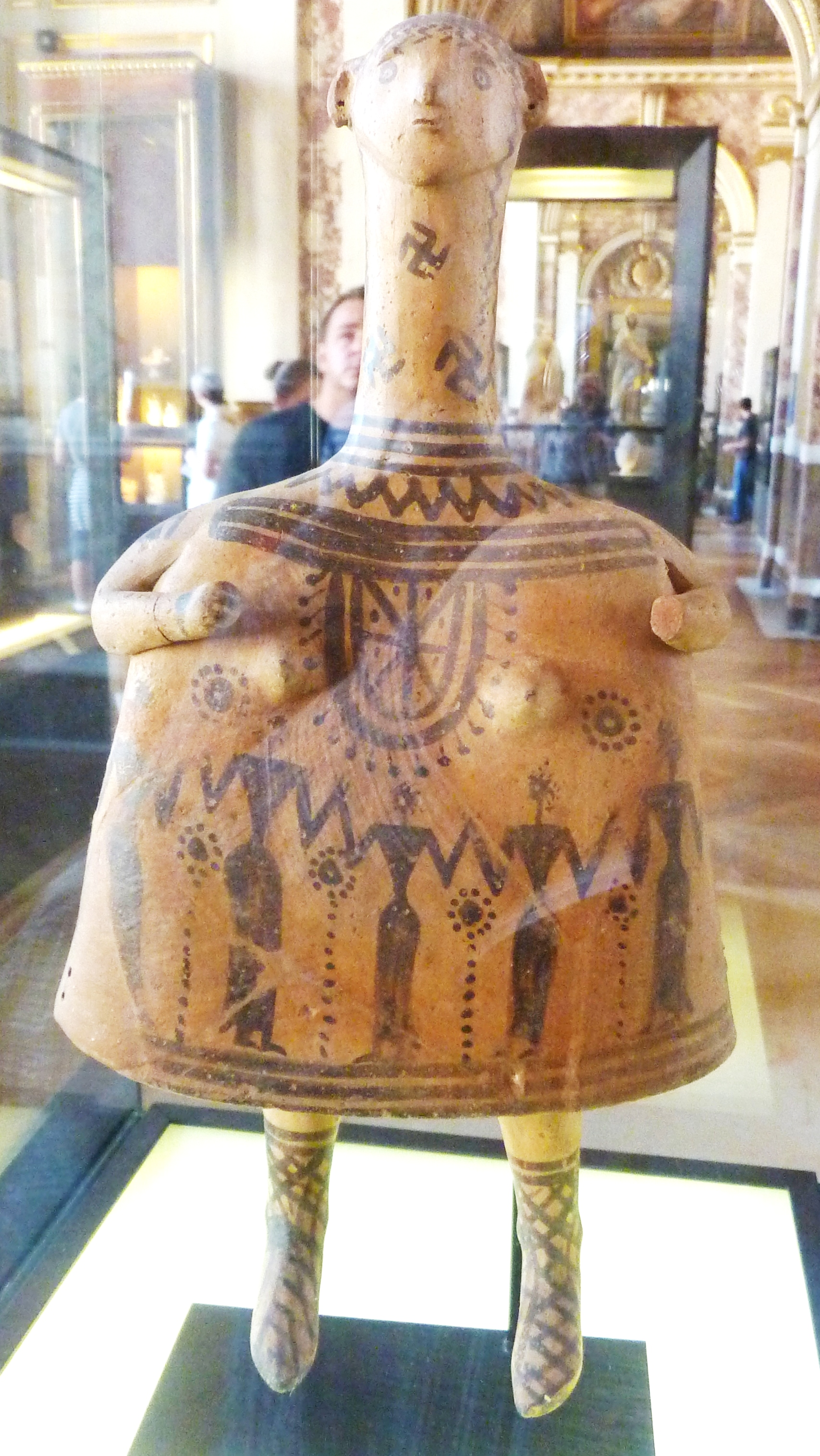
نماد سواستیکا روی یک عروسک مربوط به یونان باستان
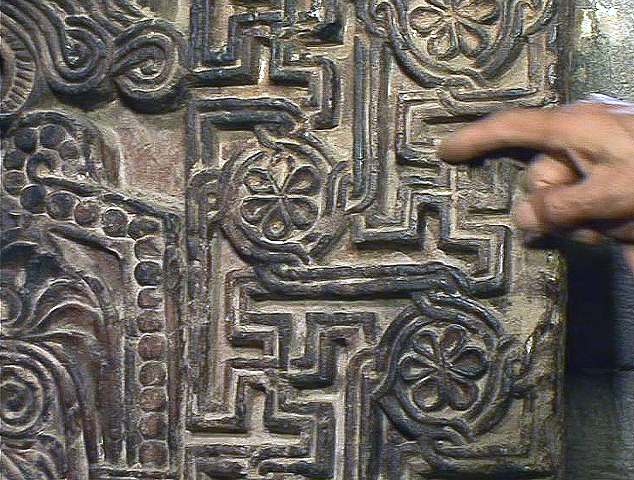
یک خاچکار ارمنستانی با نقش‌های سواستیکا
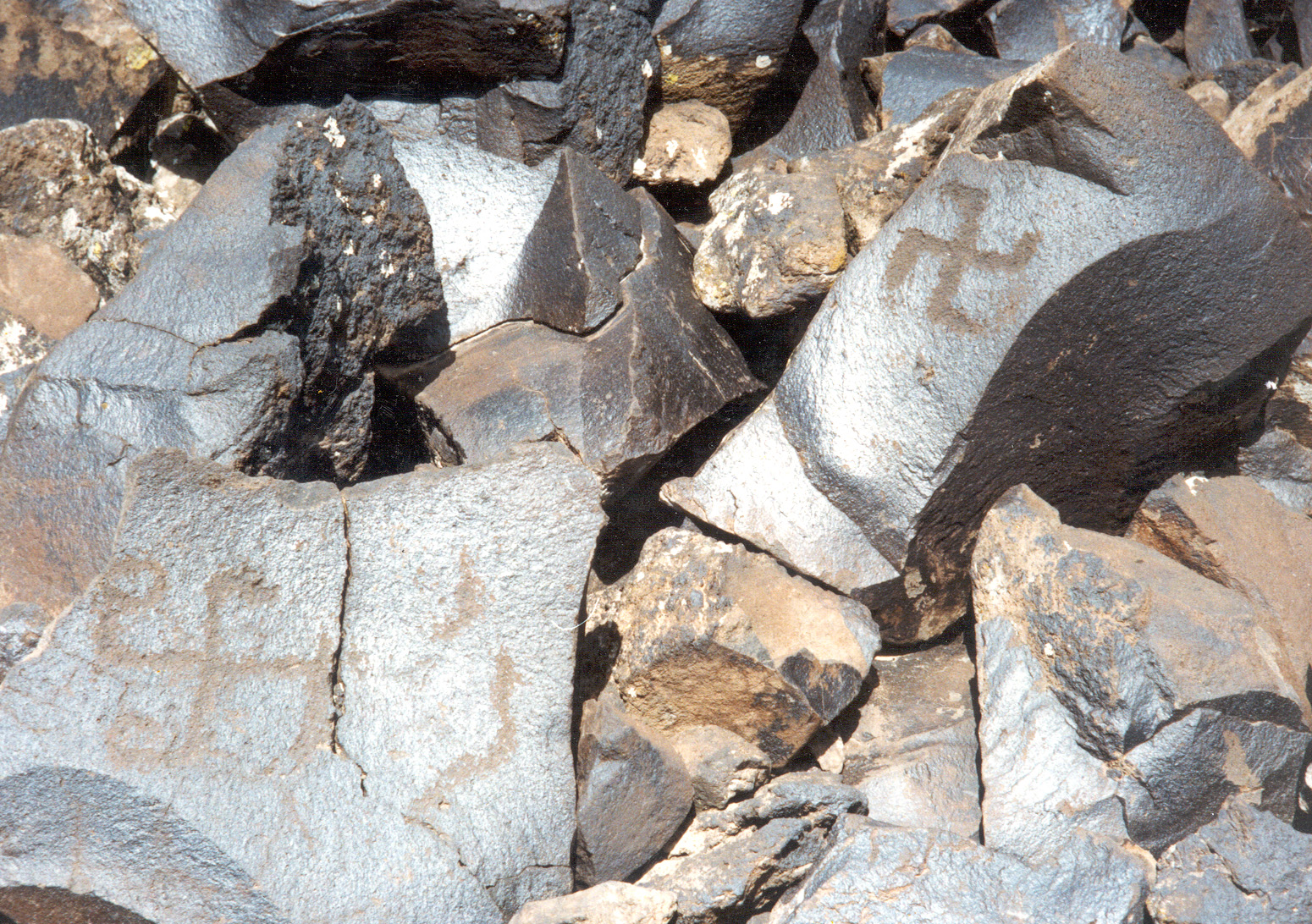
نماد صلیب شکسته روی یک سنگ در رشته‌کوه گقام ارمنستان
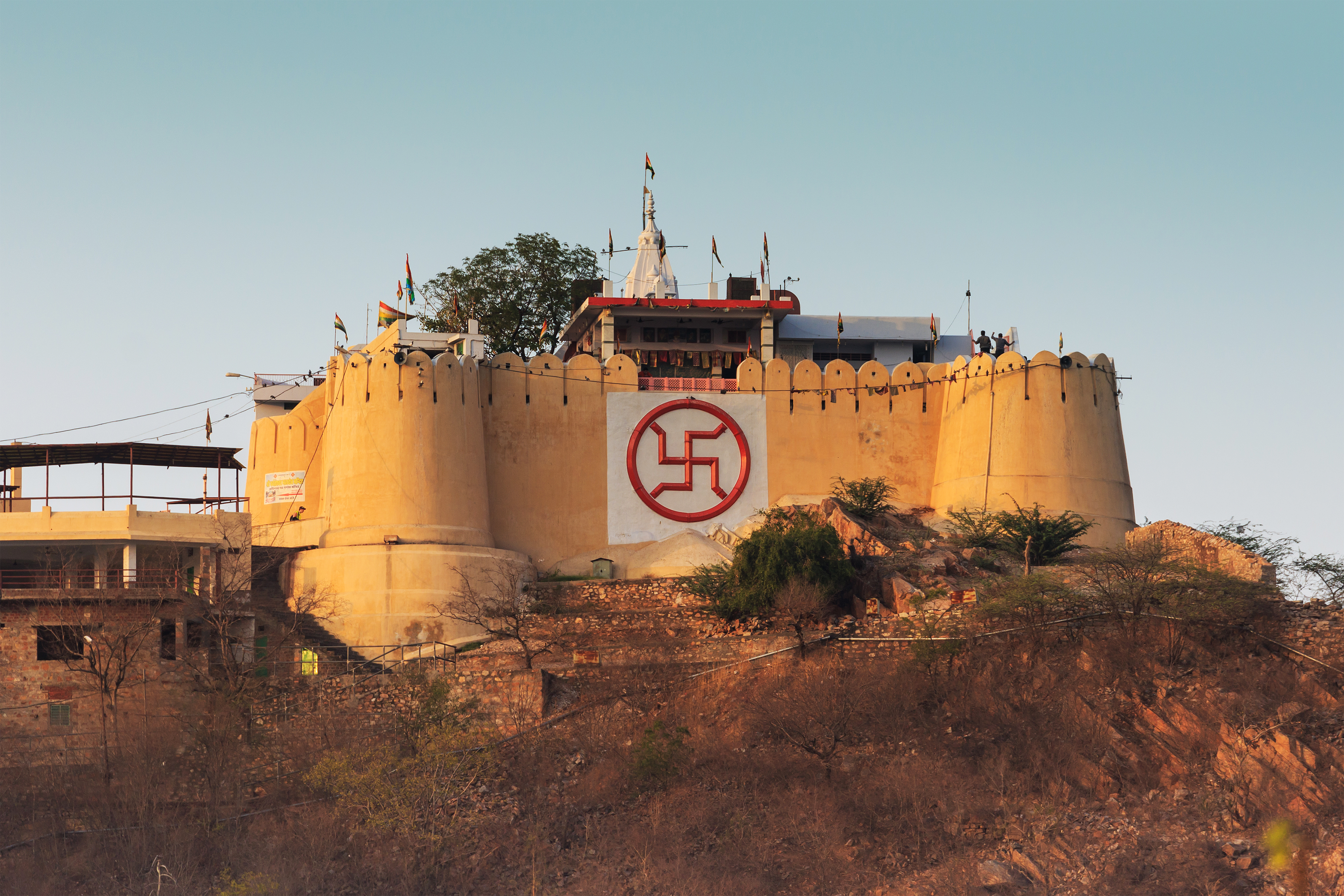
نماد سواستیکا در معبدی در هندوستان
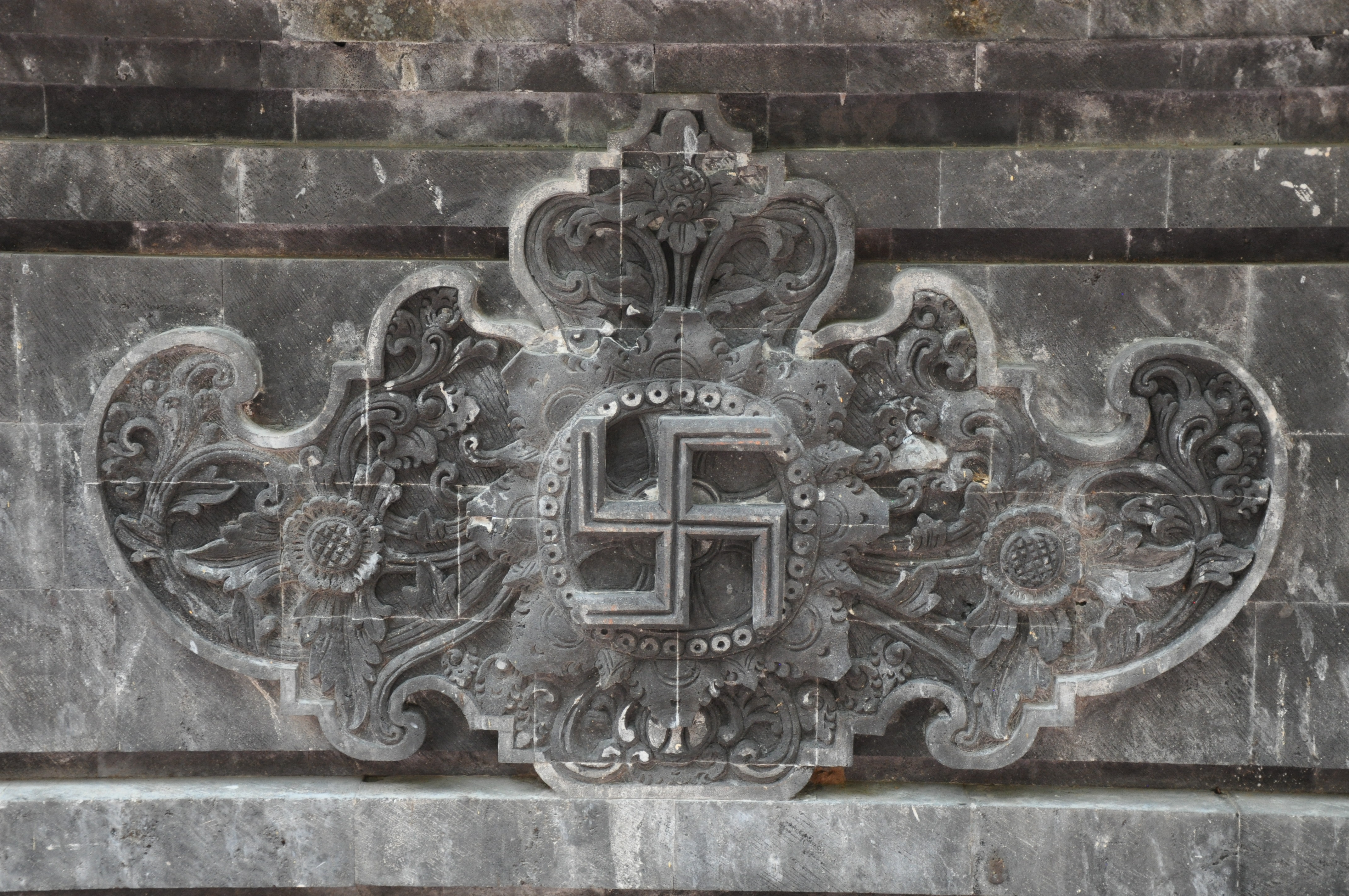
نماد سواستیکا در یک معبد هندو، اندونزی
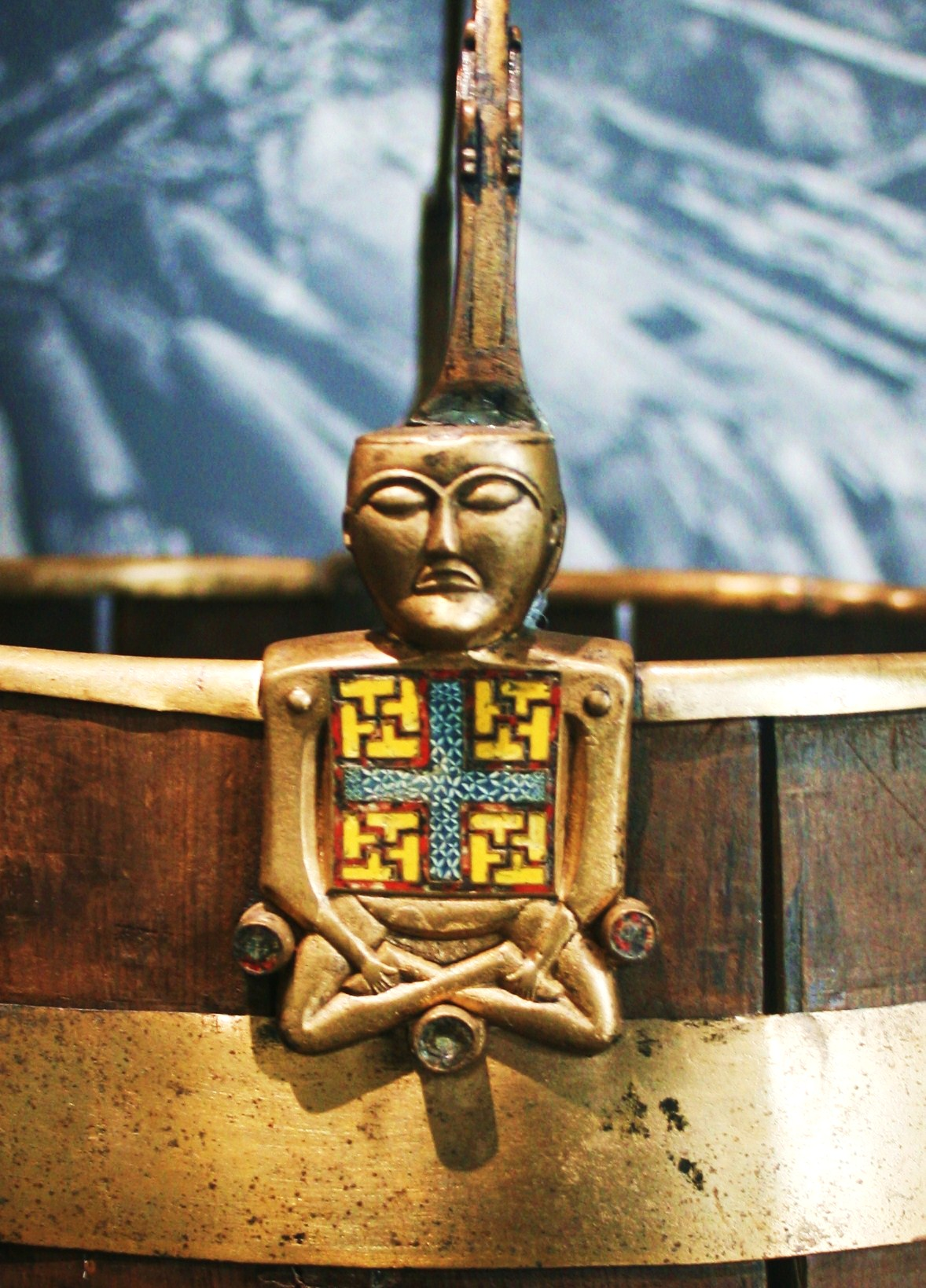
کشتی اوزبرگ متعلق به وایکینگها
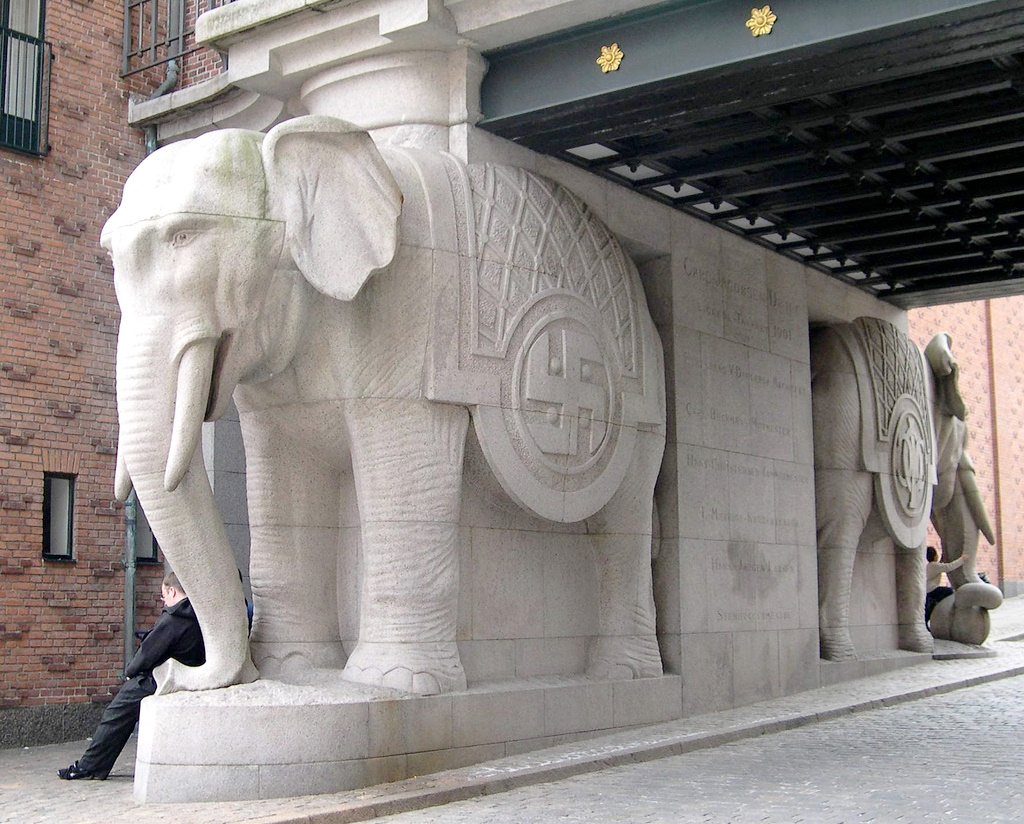
نماد سواستیکا در برج فیل، دانمارک
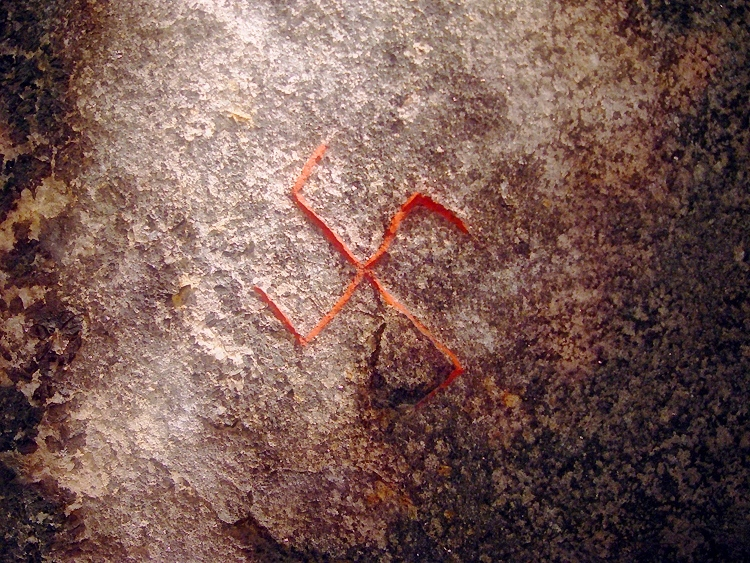
نماد سواستیکا روی یک سنگ، موزه ملی دانمارک
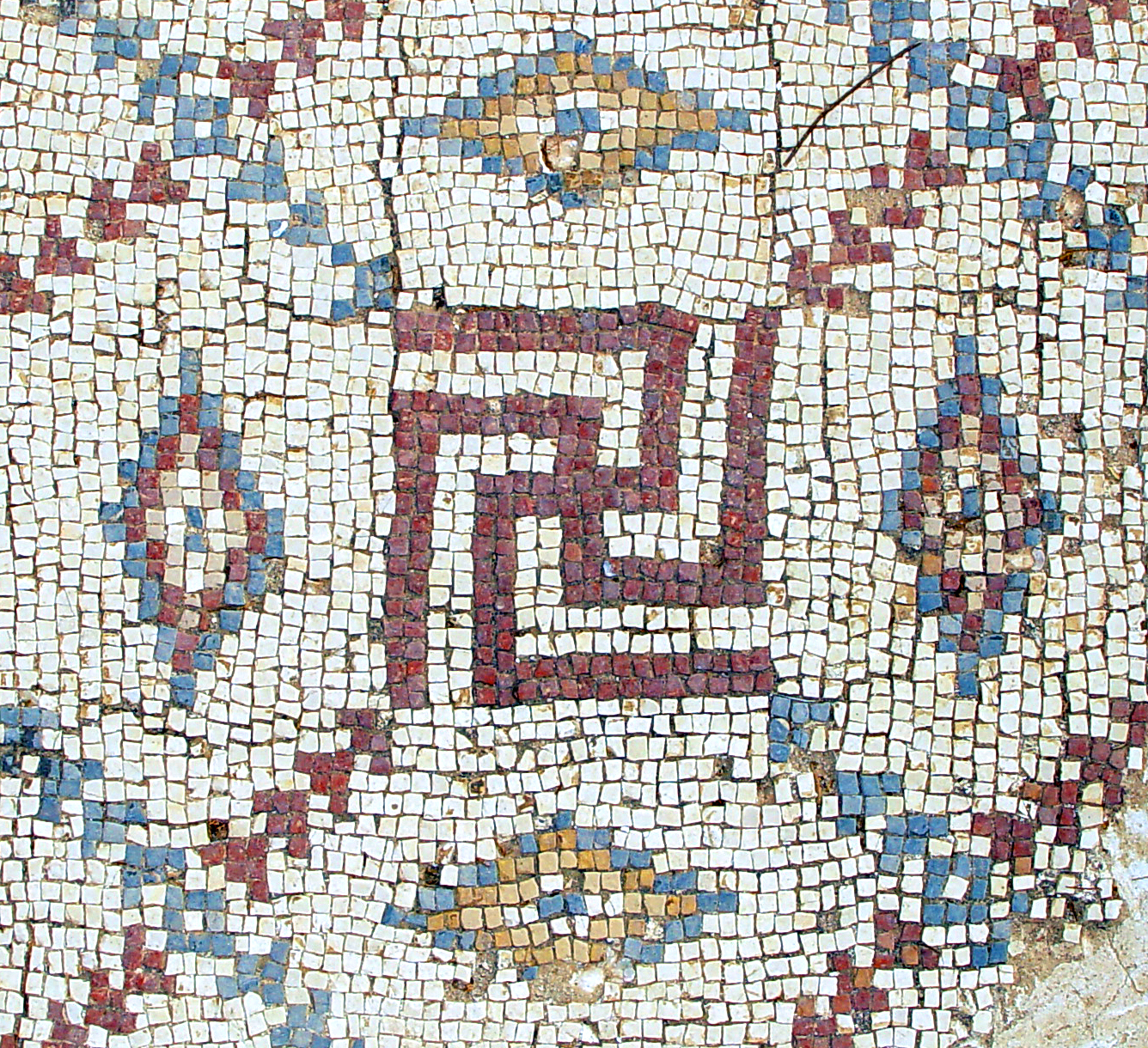
منطقه شمالی (اسرائیل)
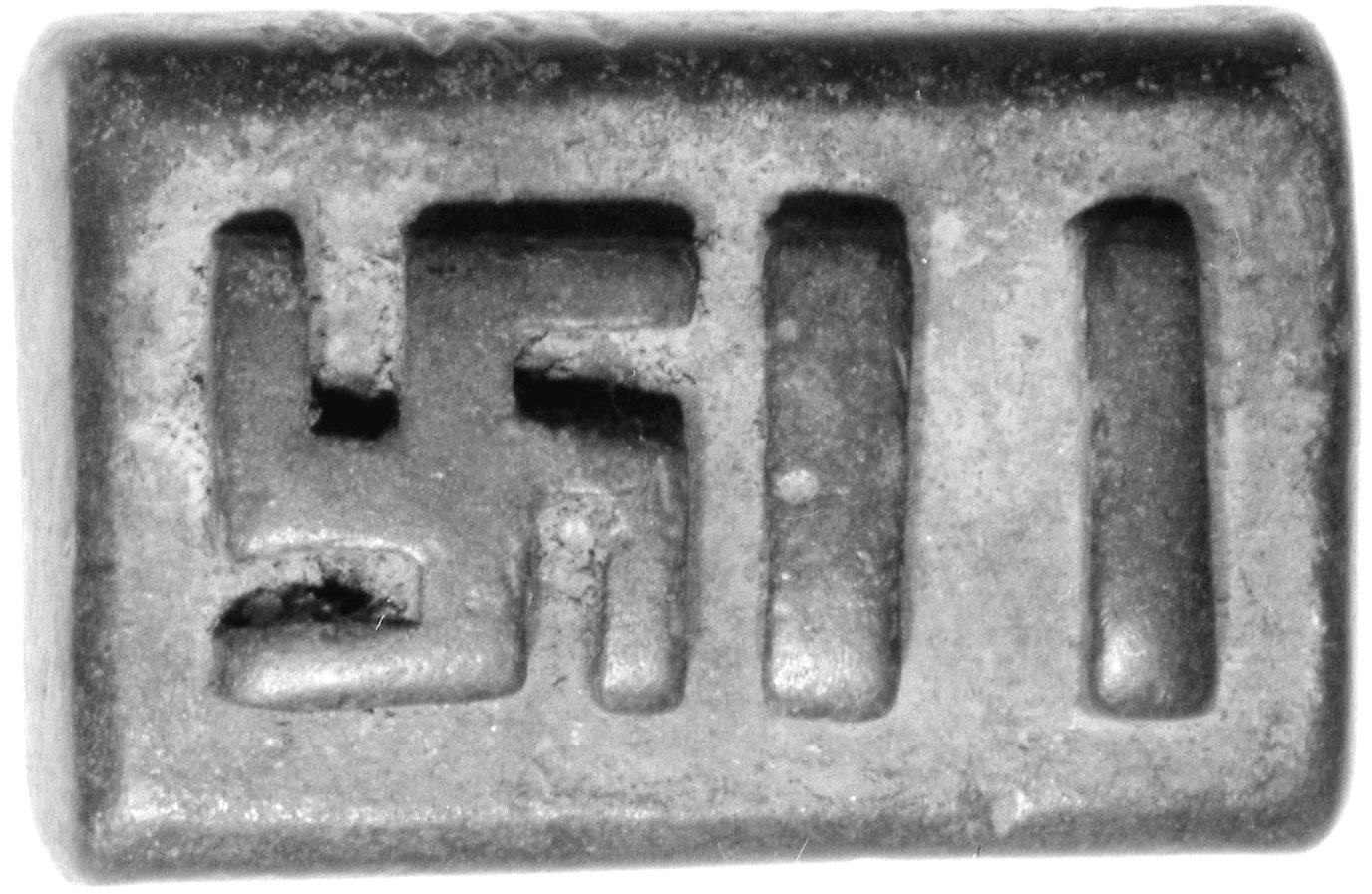
آفریقا
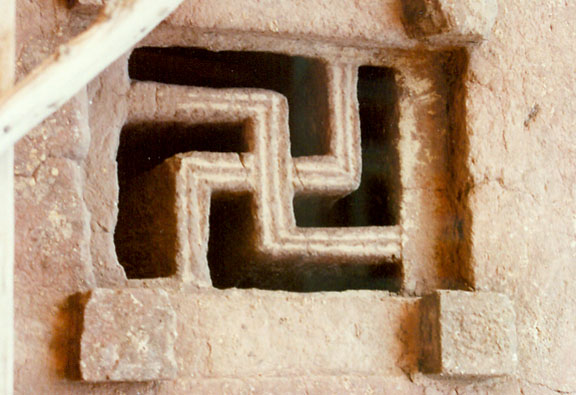
اتیوپی
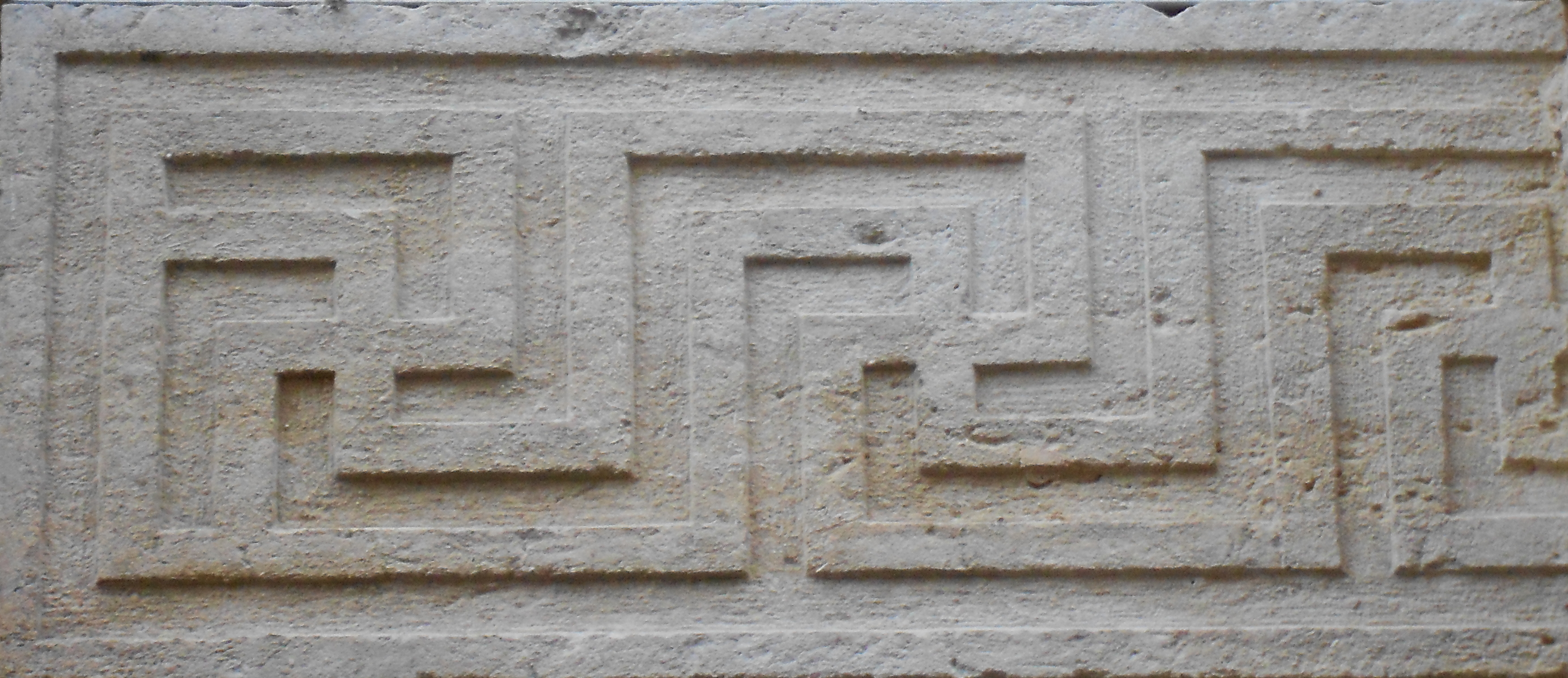
ایتالیا
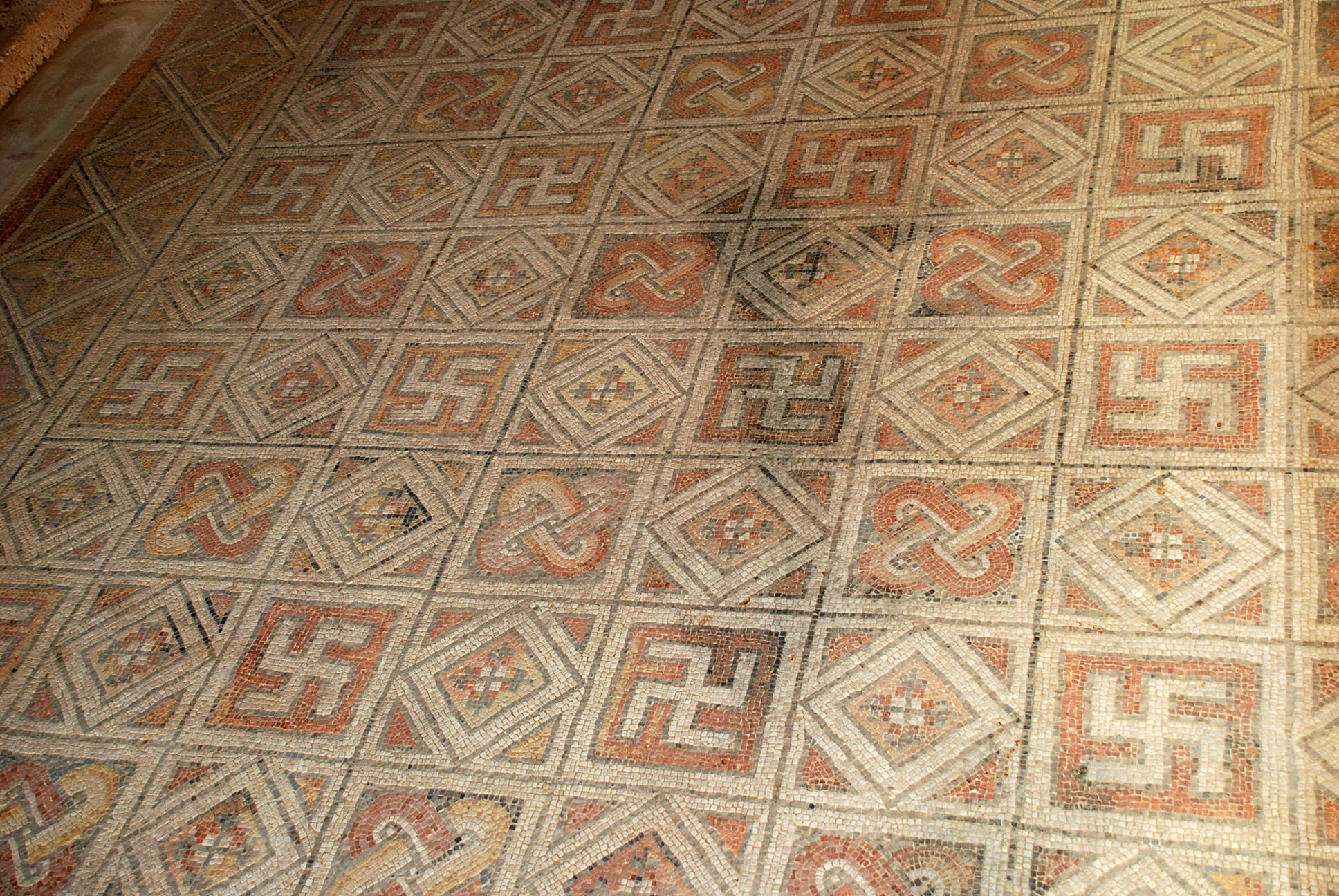
اسپانیا
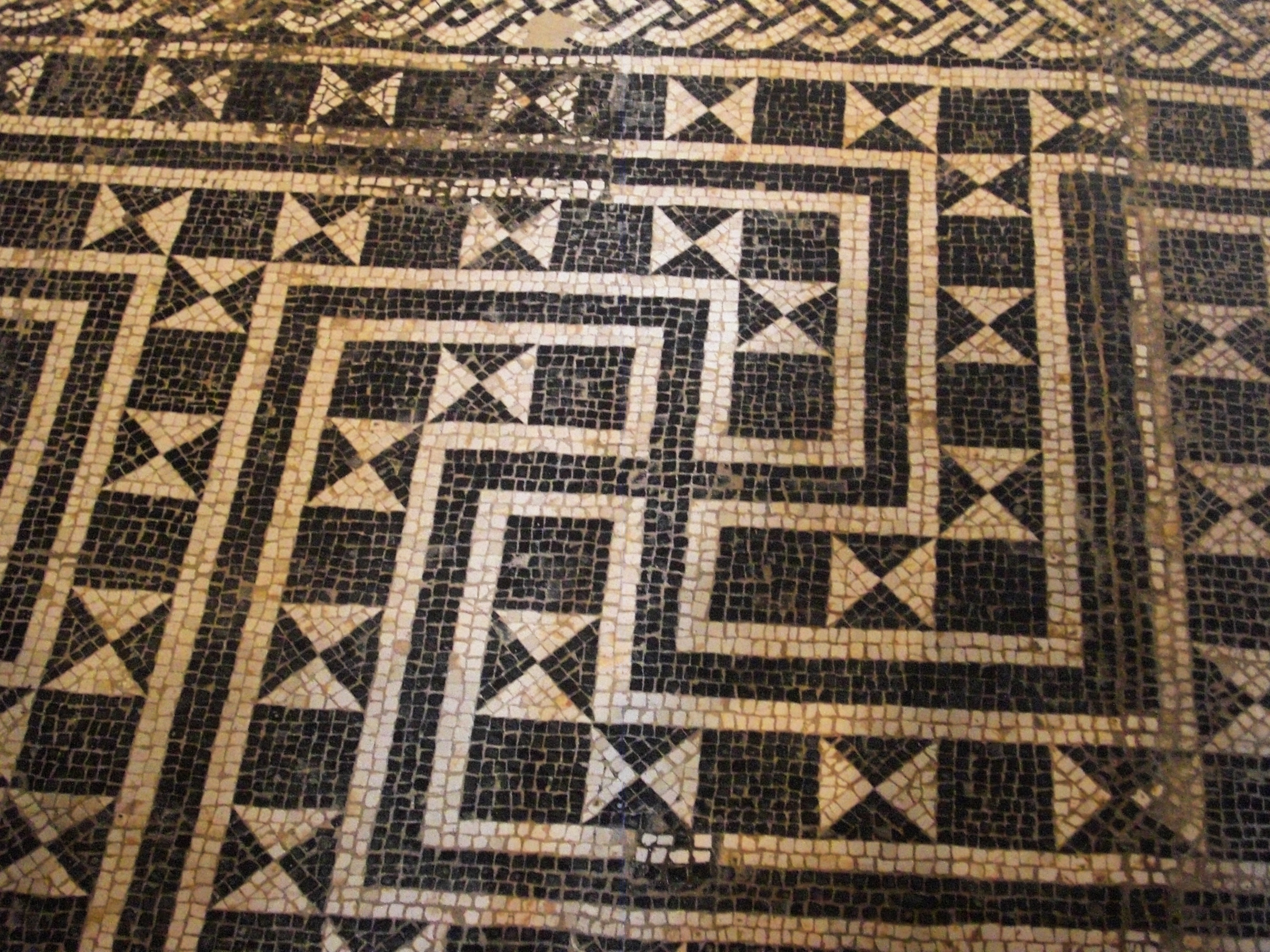
کرواسی